# تعويض المحتوى الحراري-الإنتروبيا
تعويض المحتوى الحراري-الإنتروبيا أو تعويض الإنتالبي-الإنتروبي مثال محدد عن أثر التعويض. يشير أثر التعويض إلى سلوك سلسلة من التفاعلات الكيميائية المرتبطة ببعض ارتباطًا وثيقًا (كالمواد المتفاعلة في مذيبات مختلفة أو المواد المتفاعلة التي تختلف عن بعضها بمستبدل واحد فقط)، والتي تظهر علاقة خطية بين أحد البارامترات الحركية أو الترموديناميكية التالية لوصف التفاعلات:
بين لوغاريتم معاملات الدالة الأسية وطاقات التنشيط
lnAi = α + Ea,i/Rβ
حيث يشار إلى سلسلة تفاعلات مرتبطة ببعضها ارتباطًا وثيقًا بالدليل i، Ai هي معاملات الدالة الأسية، Ea,i طاقات التنشيط، R ثابت الغازات، وα وβ ثابتان.
بين المحتويات الحرارية وإنتروبيات التنشيط (تعويض المحتوى الحراري-الإنتروبيا)
ΔH‡i = α + βΔS‡i
حيث H‡i المحتويات الحرارية للتنشيط وS‡i إنتروبيات التنشيط.
بين تغيرات المحتوى الحراري وتغيرات الإنتروبيا لسلسلة من التفاعلات المتشابهة (تعويض المحتوى الحراري-الإنتروبيا)
ΔHi = α + βΔSi
حيث Hi هي تغيرات المحتوى الحراري وSi تغيرات الإنتروبيا.
عند تنوع طاقة التنشيط في الحالة الأولى، قد نلاحظ تغيرًا مرتبطًا في معاملات الدالة الأسية. عادةً ما تعوض زيادة في A عن الزيادة في Ea,i؛ لذا ندعو هذه الظاهرة أثر التعويض. كذلك، في الحالتين الثانية والثالثة بالتوافق مع معادلة طاقة غيبس الحرة، التي يمكننا باستخدامها اشتقاق المعادلات المذكورة، ΔH يتناسب مع ΔS. يعوض المحتوى الحراري والإنتروبيا بعضهما البعض بسبب إشارتيهما الجبريتين المختلفتين في معادلة غيبس.
لوحظت علاقة ارتباط بين المحتوى الحراري والإنتروبيا للعديد من التفاعلات. الارتباط مهم لأنه ولكي تبقى علاقات الطاقة الحرة الخطية صحيحة، يجب تحقيق أحد الشروط الثلاثة للعلاقة بين المحتوى الحراري والإنتروبيا لسلسلة تفاعلات، وأكثر حالة حدوثًا هي تلك التي تصف تعويض المحتوى الحراري-الإنتروبيا. العلاقات التجريبية المذكورة أعلاه لاحظها عدة باحثين بدءًا من عشرينيات القرن العشرين، وقد عرفت منذ ذلك الحين الآثار التعويضية التي تحكمها وأعطيت أسماء مختلفة.

## تاريخ الاكتشاف
في ورقة في عام 1925، وصف ف. هـ. كونستابل علاقة خطية لاحظها لبارامترات التفاعل في نزع الهيدروجين الحفزي للكحول الأولي بأكسيد كروميت النحاس.

## تفسير الظاهرة
لا تزال أسس أثر التعويض غير مفهومة بشكل تام وهناك عدة نظريات مقترحة. يمكن تطبيق نموذج دورة كارنو يلعب فيه انتقال الأطوار الصغرية دورًا أساسيًّا، لاستيعاب الظواهر البيولوجية لتعويض المحتوى الحراري-الإنتروبيا في تطوي البروتين والتفاعلات الإنزيمية، من بين عمليات أخرى. في ربط مستقبلات العقاقير، اقترح أن تعويض محتوى حراري-إنتروبيا ينشأ بسبب خاصة ذاتية لروابط الهيدروجين. لا يوجد تفسير عام حقيقي جزيئي إحصائي ميكانيكي. اقترح وجود أساس ميكانيكي لتعويض المحتوى الحراري-الإنتروبيا المحفز بواسطة مذيب واختُبر عند حد الغاز المخفف.

## النقد
لوحظت علاقات حركية في العديد من الأنظمة وأطلقت عليها العديد من التسميات منذ اكتشافها، من بينها: أثر ميير-نلدل، أو قاعدة ميير-نلدل، قاعدة باركلي-بوتلر، قاعدة ثيتا، أثر سميث-توبلي. بشكل عام، يتحدث الكيميائيون عن العلاقة الإيزوحركية (إيزوكينيتيك)، من أهمية درجة الحرارة الإيزوحركية (أو الإيزوتوازنية)، يستخدم علماء المواد وفيزيائيو المواد المكثفة قاعدة ميير-نلدل، ويستخدم علماء الأحياء أثر التعويض أو قاعدة التعويض.

تظهر مسألة وظيفة مثيرة للاهتمام عقب الفصل السابع: علاقات الإرجاع البنيوية، من مرجه كينيث كونور علم الحركة الكيميائية: دراسة معدلات الإرجاع:
من آخر أربع أرقام من رقم تلفون طاقم التدريس في قسمك، ابنِ بشكل منهجي أزواجًا من «ثوابت المعدلات» على شكل أعداد برتبتين عشريتين مضروبة بمقدار 10-5 ثا-1 عند درجتي حرارة 300 كلفن و315 كلفن (ثابت المعدل الأكبر من كل زوج يجب أن يترافق وضوحًا مع درجة الحرارة الأعلى). ارسم منحني أرهينيوس لكل عضو في طاقم التدريس، مع تقييم ΔH‡ وΔS‡. ادرس منحني ΔH‡ على ΔS‡ لإثبات وجود علاقة إيزوحركية.
كان وجود أي أثر تعويض حقيقي محط سخرية الكثيرين في السنوات الأخيرة وعزي إلى دراسة العوامل المترابطة والصدفة. لأن الجذور الفيزيائية لم تفهم بشكل كامل بعد، أثيرت الشكوك فيما إذا كان أثر التعويض ظاهرة فيزيائية حقيقية أم صدفة ناتجة عن ارتباطات رياضية هامشية بين البارامترات. انتُقد أثر التعويض أيضًا لأسباب أخرى؛ لأنه ناتج عن أخطاء تجريبية ومنهجية تنتج مظهر التعويض. ينص الانتقاد الرئيسي الموجه على أن التعويض من مظاهر المعطيات المأخوذة من مجال محدود من درجات الحرارة أو من مجال محدود من الطاقات الحرة.